# جوزيف دوغرتي كارتر
جوزيف دوغرتي كارتر (بالإنجليزية: Joseph Dougherty Carter)‏ هو موسيقي أمريكي، ولد في 27 فبراير 1927 في Maces Spring, Virginia ‏ في الولايات المتحدة، وتوفي في 2 مارس 2005 في Hiltons, Virginia ‏ في الولايات المتحدة.